# Florian Gheorghe
Florian Gheorghe (n. 17 februarie 1953 – d. 19 august 2014, București, România) a fost un jucător român de hochei pe gheață.
S-a apucat de hochei pe gheață la vârsta de 11 ani. În 1971, el s-a transferat la Dinamo București, alături de care a câștigat două titluri naționale. În perioada 1976-1983 a jucat pentru Sportul Studențesc. A fost component al echipei naționale între anii 1972-1980 și a participat la cinci  ediții ale Campionatului Mondial.
După cariera de jucător, Florian Gheorghe a fost antrenor al echipei naționale tineret și de șase ori a condus echipa națională de seniori. Din 2005 până în 2007 a fost președintele Agenției Naționale pentru Sport (ANS). În perioada 2013-2014 a fost președintele Federației Române de Hochei pe Gheață.